# 蒂莫西·费里斯
蒂莫西·费里斯（1944年8月29日—）是一位美国科学作家，曾获普利策奖提名，主要作品有《心智的天空：宇宙背景中的人类智力》（The Mind’s Sky: Human Intelligence in a Cosmic Context）、《望向星空深处》（Seeing in the Dark：How Backyard Stargazers Are Probing）、《银河系简史》（Coming of age in the milky way）等。